# Bloomberg Businessweek
Bloomberg Businessweek, fram till 2010 Business Week, är en amerikansk ekonomiskt veckomagasin som ges ut sedan 1929. Tidningen som ägs av Bloomberg ges ut i New York. Upplagan var 990 683 exemplar 2013. Huvudkonkurrenter till Businessweek är Forbes, Fortune och Money.